# Ruta de Illinois 119
La Ruta de Illinois 119, y abreviada IL 119 (en inglés: Illinois Route 119) es una carretera estatal estadounidense ubicada en el estado de Illinois. La carretera inicia en el oeste desde la US 136  , IL 1   en Henning hacia el este en la IN 28  en la frontera con Indiana. La carretera tiene una longitud de 12,5 km (7.78 mi).

## Mantenimiento
Al igual que las autopistas interestatales, y las rutas federales y el resto de carreteras estatales, la Ruta de Illinois 119 es administrada y mantenida por el Departamento de Transporte de Illinois por sus siglas en inglés IDOT.